# سكالسيا صغيرة الرأس
سكالسيا صغيرة الرأس (الاسم العلمي:Scalesia microcephala) هي نوع من النباتات تتبع جنس السكالسيا من الفصيلة النجمية.